# Паркер, Джеральд
Дже́ральд Па́ркер (род. 1955) — американский серийный убийца, который в период с 1978 по  1979 годы совершил 5 убийств молодых женщин на территории округа  Ориндж в штате Калифорния. Разоблачение Паркера произошло только лишь в 1996 году на основании результатов ДНК-экспертизы. К этому времени за совершение одного из убийств, которое в действительности совершил Паркер, был осужден Кеннет Ли Грин. В результате судебной ошибки Грин провел в заключении 16 лет за убийство, которого не совершал. Свою вину Джеральд Паркер полностью признал.

## Ранние годы
О ранней жизни Джеральда Паркера известно очень мало. Известно, что Джеральд Паркер родился в 1955 году. Имел 11 братьев и сестер, из-за чего семья испытывала материальные трудности. Его родители вели маргинальный образ жизни и Джеральд рос в социально-неблагополучной обстановке. В 1963 году умерла мать Джеральда и его воспитанием в дальнейшем занималась бабушка. После смерти матери Джеральд вместе с родственниками переехал в штат Аризона. После смены жительства семья Джеральда Паркера проживала в городском районе, населённом в основном белыми американцами, вследствие чего семья Паркеров подвергалась политике сегрегации. В середине 1960-х Паркер вместе с братьями переехал в городской район, населённый цветными меньшинствами и прочими деклассированными элементами, имеющими низкий социальный статус и уровень образования, но продолжал посещать школу, где получали образование белые американцы, вследствие чего Джеральд подвергался моральному давлению и физическим нападкам других учеников. Из-за психологического дискомфорта и внутриличностного конфликта Джеральд Паркер в эти годы стал употреблять средства бытовой и промышленной химии, вследствие чего у него появилась токсикомания.
В конце 1960-х семья Джерадьда Паркера переехала в штат Калифорния, где остановилась в Сан-Диего. В подростковые годы Паркер стал употреблять наркотические вещества, такие как мескалин и ЛСД, благодаря чему его школьная успеваемость и дисциплина упала окончательно. В 1970-м году Паркер, обучаясь в школе, совершил несколько краж. Он был арестован, исключен из школы,  но в связи с возрастом и основами ювенальной юстиции не был осужден. Юный преступник был признан способным встать на путь исправления и был передан под присмотр органов попечительского надзора и отправлен для дальнейшего обучения в школу для трудных подростков  Boys' Republic, расположенную в городе  Чино. Проведя в школе несколько месяцев, Джеральд Паркер совершил побег и в течение нескольких лет вел бродяжнический образ жизни.
В конце 1973 года Джеральд Паркер завербовался в армию США. Паркер был зачислен в Корпус морской пехоты США. С 1973 по 1974 год Паркер проходил службу на военной базе в городе Адак, штат Аляска, после чего был направлен для продолжения службы на военную базу, расположенную в городе Тастин, где Паркер находился с 1974 по 1977 год. Во время прохождения службы Паркер в силу своей интровертности был мало популярен среди сослуживцев и отличался низкими коммуникативными навыками, вследствие чего поддерживал доверительные отношения всего лишь с одним сослуживцем, не был женат и много свободного времени предпочитал проводить в обществе проституток и сутенеров. Тем не менее за время своей военной карьеры Паркер не имел дисциплинарных взысканий и заслужил в конечном счете репутацию образцового морского пехотинца, за что в 1978 году получил звание Штаб-сержанта. Большинство сослуживцев и знакомых Джеральда Паркера того периода отзывались о нем крайне положительно. Паркер не был замечен в деструктивном поведении по отношению к окружающим, несмотря на то, что за время своей военной карьеры страдал алкогольной зависимостью. В 1978 году Джеральд Паркер продолжил службу на военной базе Эль-Торо, расположенной в городе Ирвайн штат Калифорния, где он прослужил до начала 1980 года, когда из-за проблем с законом был вынужден уволиться из рядов армии США.

## Криминальная карьера
15 февраля 1980 года Джеральд Паркер в городе Тастин совершил похищение тринадцатилетней девочки, которую впоследствии изнасиловал. После акта насилия Паркер отпустил жертву, не причинив ей серьезных физических увечий. Девушка обратилась в полицию и описала внешность и автомобиль преступника, на основании чего Паркер был вскоре арестован и стал сотрудничать со следствием. Он признался в совершении преступления, а также в обмен на смягчение приговора дал признательные показания в совершении ограбления 2 февраля 1980 года, во время визита своего брата в городе Пасадена. Паркер был признан виновным и получил в качестве наказания 8 лет лишения свободы. Джеральд Паркер отбывал свое наказание в тюрьме California Correctional Institution недалеко от города Техачапи в штате Калифорния. 13 февраля 1984 года, находясь в заключении, Паркер совершил нападение на своего сокамерника Дэвида Феертадота, в ходе которого нанес ему травмы головы тупым предметом. Мотивы преступления так и не были установлены и в июне 1984 года Паркер был осужден и получил дополнительный срок за умышленное причинение тяжкого вреда здоровья. В ноябре 1987 года Джеральд Паркер получил условно-досрочное освобождение и вышел на свободу. В течение ряда последующих лет Паркер вел бродяжнический образ жизни, периодически подрабатывал подёнщиком, занимался мелкими кражами. В июле 1993 года Паркер был арестован за совершении ряда краж и ограблений, совершенных на территории округа Ориндж. Он был осужден, получил в качестве наказания 4 года лишения свободы, но оказался на свободе уже в феврале 1995 года, снова получив условно-досрочное освобождение. В январе 1996 года Паркер был арестован за нарушение условий условно-досрочного освобождения и был возвращен в тюрьму для дальнейшего отбытия наказания. Во время ареста у Паркера был взят образец крови.

## Разоблачение
ДНК-тестирование образца крови Джеральда Паркера показало соответствие его профиля с профилем неустановленного убийцы, который оставил свои биологические следы во время нападений на шестерых женщин в разных городах округа Ориндж в период с 1978 по 1979 год. На основании этого 14 июня 1996 года Джеральд Паркер во время отбывании наказания в тюрьме Avenal State Prison был допрошен на причастность к совершению серийных убийств. Паркер отрицал свою причастность к убийствам и настаивал на своей невиновности, но под давлением доказательств 16 июня 1996 года во время очередного допроса признал свою вину и начал давать признательные показания. Согласно его показаниям, 1 декабря 1978 года в городе Анахайм Паркер проник в квартиру, где совершил нападение на 17-летнюю Сандру Фрай, которую изнасиловал и жестоко избил, нанеся ей тяжелые травмы головы, от которых девушка скончалась. На теле жертвы Паркер оставил свои биологические следы. 31 марта 1979 года Паркер совершил убийство на территории города Коста-Меса, проникнув в квартиру студенток, где изнасиловал и убил 21-летнюю Кимберли Роулинс, нанеся ей тяжелые травмы головы тупым предметом. На теле Роулинс убийца также оставил свои биологические следы. 14 сентября 1979 года Джеральд Паркер проник в квартиру 31-ней Мэролин Карлтон и жестоко избил ее при попытке изнасилования, причинив ей тяжелые травмы головы, от последствий которых женщина скончалась на следующий день. Свидетелем преступления стал 9-летний сын жертвы, который впоследствии дал описание преступника полиции. 30 сентября 1979 года Джеральд Паркер совершил нападение на 20-летнюю Диану Грин, которая была на 9-м месяце беременности. Паркер избил девушку куском доски и впоследствии изнасиловал, оставив свои биологические следы на теле жертвы. От полученных травм Диана Грин потеряла ребёнка и впала в ретроградную амнезию. Убийца незамеченным покинул место преступления и не оставил никаких зацепок следствию, в связи с чем в нападении на Диану Грин был обвинен ее муж Кеннет Грин, который в 1980 году был приговорён к пожизненному лишению свободы.
6 октября 1979 года Паркер проник в квартиру двадцатичетырёхлетней Деборы Кеннеди. Это преступление преступник совершил в городе Тастин. Убийца, проникнув в квартиру, напал на девушку и сильно ее избил молотком, нанеся ей тяжелые травмы головы, вызвавшие кровоизлияние в головной мозг, от которого девушка позже скончалась. В этом преступлении Джеральду Паркеру также удалось не оставить никаких изобличающих улик и следов и преступления, кроме биологических следов, оставленных на теле жертвы. 20 октября 1979 года Паркер снова совершил убийство на территории города Коста-Меса. В тот день Паркер проник в квартиру семнадцатилетней Деборы Сениор, где изнасиловал и избил девушку тупыми предметами, нанеся ей тяжелые травмы головы, вызвавшие смерть. На месте преступления Паркер оставил свои биологические следы и отпечатки пальцев ладони левой руки. Во время допросов показания Паркера о совершении убийств оказались крайне согласованными и показали большое соответствие в датах и времени действия, несмотря на то, что Паркер заявил, что все преступления совершил в состоянии аффекта на фоне алкогольного опьянения.

## Суд
Суд над Джеральдом Паркером начался в 1997 году. Джеральд Паркер не оспаривал свою вину в совершении убийств. Основную доказательную базу составили данные ДНК-тестирования и его собственные признательные показания, на основании чего в 1999 году он был приговорен к смертной казни. Обвинения с Кеннета Ли Грина, осужденного за нападение на Диану Грин и убийство их дочери — были сняты в 1996 году, после чего он вышел на свободу, проведя в заключении из-за судебной ошибки 16 лет.

## В заключении
Все последующие годы жизни Паркер провел в камере смертников тюрьмы Сан-Квентин. В 2017 году его адвокаты подали апелляцию на отмену смертного приговора и назначение нового судебного разбирательства на основании того, что Паркер был подвергнут издевательствам в детстве, что привело в итоге к психическим, эмоциональным и поведенческим проблемам и на основании того, что во время совершения убийств Джеральд находился в состоянии аффекта на фоне наркотического и алкогольного опьянения, но апелляция была отклонена. По состоянию на апрель 2019 года Джеральд Паркер продолжает дожидаться исполнения смертной казни в тюрьме Сан-Квентин.